# Harte Arbeit am Fluss Douro
Harte Arbeit am Fluss Douro (portugiesischer Originaltitel: Douro, Faina Fluvial) ist ein stummer Dokumentarfilm des portugiesischen Regisseurs Manoel de Oliveira aus dem Jahr 1931. Der damals als experimentell geltende Film war seine erste Regiearbeit.
1995 schnitt der Regisseur eine neue Version des Films, unter dem französischen Titel Litanie du Feu et de la Mer und mit Filmmusik von Emmanuel Nunes.

## Handlung
Der Film porträtiert die harte Arbeit entlang des Flusses Douro, insbesondere an den Entladestellen der Flussschifffahrt im Ribeira-Viertel, wo einfache Männer, Frauen und Kinder betriebsam und unter ständigen großen Anstrengungen Waren an Land bringen, von Kohle über landwirtschaftliche Erzeugnisse bis zu Warenkisten und Fässern. Fischerboote landen ihre Fänge an, Vieh wird verladen, Waren werden zwischen Zügen und Schiffen umgeladen, zu Fuß, in Lastwagen oder Ochsenkarren. Menschen kehren müde in ihre Häuser in den engen Gassen zurück oder reden fröhlich miteinander. Stahlbrücken und Autos sind zu sehen, Flugzeuge überfliegen den Fluss, und kleine Boote wie große Frachter befahren ihn unablässig. Gefährliche Situationen entstehen, Menschen geraten aneinander, Polizisten durchstreifen die Szenerien.
Die Kamera zeigt dabei die Menschen und ihre Gesichter und Lebensumstände, mal in schnellen Schnitten und mal in ruhigen Einstellungen, mal in vollen Großansichten und mal in detaillierten Teilansichten. Im Hintergrund fließt der Fluss als alle verbindender Hauptakteur.

## Produktion und Rezeption

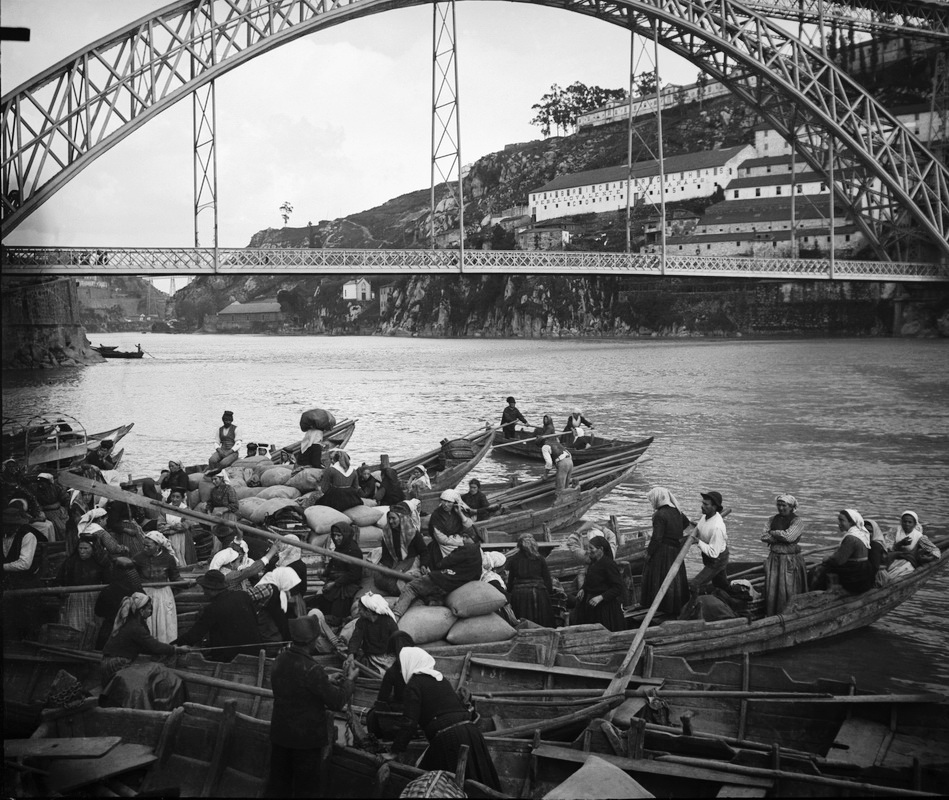
Boote schlagen Waren um am Ribeira-Kai in Porto (um 1930). Im Film sind ganz ähnliche Szenen zu sehen.

Der Film wurde von 1929 bis September 1931 am Stadthafen am Fluss Douro in Porto gedreht und vom Regisseur selbst geschnitten und produziert, mit finanzieller Unterstützung des vermögenden Vaters. Oliveira erstellte den Film unter dem nachwirkenden Einfluss des Films Berlin – Die Sinfonie der Großstadt von Walther Ruttmann, der ihn von seinen ersten Erfahrungen als Filmschauspieler nun mit Nachdruck zu Regie und Filmschnitt trieb.
Seine Uraufführung erlebte der Film am 19. September 1931 im Lissabonner Salão Central während des fünften internationalen Filmkritik-Kongresses (V. Congresso Internacional da Crítica). Der Regisseur António Lopes Ribeiro hatte ihn zuvor im Produktionsstadium gesehen und war von ihm angetan, so dass er ihn auf dem Kongress zeigen ließ. Seinen Kinostart hatte der Film in Portugal am 8. August 1934 im Lissabonner Teatro Tivoli, als Vorfilm für Gado Bravo.
Seine Bilder der ärmlichen, hart arbeitenden und häufig von der Arbeit verdreckten Menschen sorgten jedoch sowohl bei der damaligen systemkonformen Kritik der Estado-Novo-Diktatur als auch beim Kinopublikum für starke Ablehnung. Nur wenige Filmkritiker und Cineasten erkannten damals hinter den harten Bildern das enorme Talent des Regisseurs, der noch ohne jede Ausbildung oder Erfahrung hier intuitiv einen derart künstlerischen und gelungen konstruierten, wirkungsvollen Film vorlegte.
Das Werk wurde in den folgenden Jahrzehnten immer wieder in Kinematheken in aller Welt und auf internationalen Filmfestivals gezeigt, darunter die Filmfestspiele von Venedig (1976), das San Francisco Film Festival (1994) und die Viennale (2009), u. a.
Douro, Faina Fluvial erschien in Portugal 2010 als Bonusfilm auf der DVD-Wiederveröffentlichung der restaurierten Version von Aniki Bóbó bei ZON Lusomundo (heute Teil des Medienunternehmens NOS).